# Æthelred II di Northumbria
Æthelred II, figlio di Eanred, (... – IX secolo), è stato re della Northumbria.

## Biografia
Si sa poco sul suo regno. Era figlio di Eanred di Northumbria. Sarebbe stato espulso e rimpiazzato da Rædwulf, che fu però ucciso in quello stesso anno, combattendo contro i vichinghi, ed Æthelred fu rimesso sul trono, per essere poi assassinato pochi anni dopo. Secondo le fonti sarebbe stato detronizzato nell'844 e assassinato nell'849, ma nuovi studi spostano queste date all'858 e all'862. A lui successe Osbeorht (o Osberht).